# ألبرشت بيترز
ألبرشت بيترز (بالألمانية: Albrecht Peters) (و. 1924 – 1987 م) هو عالم عقيدة، وأستاذ جامعي، من ألمانيا، ولد في هامبورغ، توفي في هايدلبرغ، عن عمر يناهز 63 عاماً.

## مناصب وهيئات
أدار جامعة هايدلبرغ.